# 窪田鎮勝
窪田 鎮勝（くぼた しげかつ、 文化5年（1808年） - 明治11年（1878年）は、幕末の旗本（2000石）、江戸幕府最後の西国郡代。通称治部右衛門（じぶえもん）。戦国時代の柳川城主の蒲池氏の流れを汲み、晩年には先祖の蒲池姓から蒲池 鎮克（かまち しげかつ）と改名する。号は克斎。備前守窪田鎮章の父。扱心流体術の達人としても知られる。

## 家系
肥後熊本藩の柔術師範家のひとつである扱心流師範の江口秀種の子。秀種の父は幕臣の高橋誠種であり、秀種の姉の夫が内藤吉兵衛歳由で、その子の川路聖謨・井上清直兄弟とは従兄弟になる。
鎮勝の父である江口秀種は江口鎮俊の婿養子となり江口氏を継ぐ。江口氏は、南筑後地方に勢力を持った戦国大名の蒲池鑑盛の嫡子蒲池鎮漣の娘の徳子が、蒲池氏が滅びた後、大友氏重臣の朽網氏の朽網鑑康の次男・朽網鑑房の妻となり、その間に産み、蒲池の名跡を再興させた朽網宗壽の子の蒲池鎮明の4代後の蒲池鎮康にはじまる。鎮康は筑後国上妻郡冨重村江口に住み江口鎮康と名のり、鎮康の2代後が秀種になる。肥後柔術三道場の一つである江口道場は、秀種の次子の江口鎮誠（鎮勝の弟）の子孫が受け継いだ。
蒲池鎮漣━蒲池徳子━朽網(蒲池)宗壽━蒲池(鶴)鎮明--(三代略)--蒲池(江口)鎮康━江口鎮俊━江口秀種━窪田鎮勝(蒲池鎮克)

## 生涯

### 窪田氏相続
幼少の頃に事件を起こし江戸に出、義理の伯父・内藤歳由の周旋で、甲斐国武田氏家臣の後裔という幕臣の窪田氏の名跡を継ぎ、窪田鎮勝と名のる。武術に優れ、旗本となり、幕府の講武所では柔術の教授となった。
1844年（天保15年）3月に羽田奉行支配下の支配組頭（場所高150俵・役扶持15人扶持、手当金7両・御徒組上席）に任じられたが、前年に水野忠邦が老中を罷免された影響により、同年5月には羽田御備場の廃止が決定され、富士見宝蔵番に転任となった。

### 浪士組取締役
御三卿の田安徳川家の奥詰を務めていた鎮勝は、幕府が「尽忠報国の士」の募集を発表し、浪士取締役に松平主税之介がなった時、中条金之助と共に取締役に任命される。
この浪士組が清河八郎らによるものであり、京都に上り、そこから近藤勇や土方歳三らの新撰組が生まれているのはよく知られている。京都に上った浪士組に対して鎮勝と中条金之助は江戸に残り、期日遅れの応募者への対応を勤めた。
浪士組、新撰組との関係でいえば、鎮勝は佐々木只三郎と交流があり、新撰組で後に伊東甲子太郎の御陵衛士になる篠原泰之進は、一時期鎮勝の屋敷の居候となっていた。また「坂本龍馬を斬った男」とされる今井信郎は鎮勝の柔術の弟子で、今井はその後京都へ行き、佐々木只三郎の京都見廻組に入る。

### 大攘夷論
攘夷論においては鎮勝は、津和野藩の国学者・大国隆正らが唱えた「大攘夷」論の立場にあった。これは単なる攘夷ではなく、まず国内統一を行い、開国し、外国との交易により富国強兵を図ってでも、諸外国と対等に対峙出来る国力をつけるべきだという立場である。

### 西国郡代
鎮勝は浪士取締役の後、神奈川奉行所の定番役頭取取締の任を経て西国郡代になる。
西国郡代として豊後国日田に赴任することは弟の江口鎮誠が家督を継いだ実家の江口家の郷里の近くに戻ることであり、また曾祖母の先祖の蒲池氏の地である九州に戻ることであり、かねてより希望していたことだった。
日田に赴任した鎮勝は、蒲池氏の菩提寺の崇久寺に墓参し、また同寺で、山門郡塩塚から来た柳河藩の蒲池鎮之と何度か面談した記録が残っている。
鎮勝は神奈川奉行所に在勤中に学んだイギリス式兵制に倣い、戊辰戦争時期には農兵の制勝隊を組織して幕府側に立つが、九州日田で孤立していては如何ともし難く、隊を解散し、自身は江戸に逃走している。

### 晩年
明治になると、他の旗本と同じく静岡に移り、同地で死去した。享年70。墓は万象寺にあり、「克斎蒲池先生」と刻まれ、静岡湾に面して立っており、横には鳥羽・伏見の戦いで幕将として戦死した息子の鎮章の墓碑が並ぶ。
子孫である作家の広津和郎は、鎮克は晩年に交際のあった清水次郎長が鎮克の前で縁側に座ったために突き飛ばしたと書いている（町人は武士の家で縁側に座ってはいけないため）。

## 子孫
窪田鎮勝は晩年に蒲池鎮克と名のった。鎮勝は、自分が筑後柳川の蒲池氏の子孫で、蒲池鑑盛の嫡男蒲池鎮漣の後裔ということに誇りを抱いており、いずれは蒲池に復姓しようと考えていたことによる。
実家の江口家は弟の江口鎮誠が継ぎ、2千石の旗本である窪田家の家督は嫡子の鎮章が継ぎ、先祖の蒲池姓は娘の鏡（けい）が継ぎ、神奈川奉行所組頭の志村佐一郎の子の鎮厚が婿養子となり蒲池鎮厚となる。蒲池鎮厚の娘の須美は作家の広津柳浪の妻となり、広津和郎を生んでいる。
蒲池鎮厚の子の蒲池正久には蒲池康志、蒲池繁夫、蒲池崇の3人の子がおり、蒲池崇の子の蒲池道晏の家に伝わる蒲池家系図（学習院大学所蔵）がある。

## その他
蒲池鑑盛の三男蒲池統安の後裔は、歴代柳川藩の家老格であり、幕末の蒲池鎮之の玄孫が松田聖子（蒲池法子）で、歌手として『ザ・トップテン』出演時に上記の「家系図」が展示されたことがあった。